# Пародійна релігійність
Пародійна релігійність або несправжня релігійність — система переконань, яка кидає виклик духовним переконанням інших людей, зазвичай використовуючи гумор, сатиру, та/або бурлеск. Часто для досягнення певної мети створюється пародійна релігія, пов'язана з іншою системою вірувань, яка може пародіювати відразу кілька релігій, сект, гуру, культів, та/або нових релігійних рухів, але в той же час може бути пародією якоїсь конкретної релігії, або поняття релігійних переконань зокрема. В деяких таких релігіях акцент робиться на веселощі або приємне проведення часу між однодумцями, наприклад Церква НедоМудреця. Інші пародійні релігії спрямовані проти конкретної релігії, секти, гуру, культу або нового релігійного руху.
Один з підходів пародійної релігійності спрямований на підкреслення недоліків про-релігійних аргументів — сенс в тому, що якщо даний аргумент може бути використаний для підтримки пародійної релігії, то вихідне судження є помилковим.
Кілька релігій, які класифікуються як пародії, мають ряд відносно серйозних послідовників, що сприймають абсурдність цих релігій, як духовно важливу. Так, в діскордіанізмі, «серйозні» послідовники можуть брати участь в ще більшому жарті. Цей жарт, у свою чергу, може бути частиною великого шляху до просвітлення.

## Список відомих релігій-пародій

### Пародії конкретних релігій

Невидимий рожевий єдиноріг — божество однієї з пародійних релігій, що нещодавно з'явилися, її використовують для осміювання теїстичних переконань. Невидимий рожевий єдиноріг парадоксально невидимий і рожевий.

Символи релігій-пародій (зліва направо):
1.Невидимий рожевий єдиноріг 2.Літаючий Макаронний Монстр 3.Чайник Рассела

Наведені нижче релігії створювалися як пародії на певні світогляди:
| Релігія                                                              | Опис | Примітки          |
| -------------------------------------------------------------------- | --- | ----------------- |
| Евентуалізм                                                          | Пародія, заснована на саєнтологічно-подібних релігіях, які з'являлися у фільмі Шизополіс. | [ 1 ]             |
| Невидимий рожевий єдиноріг                                           | Пародія на теїстичні визначення Бога. Тут також підкреслюється довільний і нефальсифікований характер релігійної віри, подібно до Чайника Рассела. | [ 2 ] [ 3 ]       |
| Кібологія                                                            | Пародійна релігія, яка виникла в Usenet | [ 4 ]             |
| Ландоверзька баптистська церква                                      | Пародія на християнський фундаменталізм | [ 5 ]             |
| Останній четвергізм                                                  | Жартівлива версія омфалізму, яка стверджує, що Всесвіт був створений в минулий четвер. Створений, щоб показати проблеми з нефальсифікованими переконаннями. Також існує інший варіант четвергізму — Наступний Средаізм (англ. Next Wednesdayism) створений під натхненням від фільму Джона Лендіса See You Next Wednesday[недоступне посилання з липня 2019]. | [ 6 ]             |
| Тавруїзм                                                             | Релігія-пародія, яку британські коміки Пітер Серафіновіч і Робберт Поппер придумали для телевізійного шоу, Абсурдне природознавство, була заснована на навчальних релігійних відео тих же саєнтологів і християн. | [ 7 ] [ 8 ] [ 9 ] |
| Перша церква останнього сміху (англ. First Church of the Last Laugh) | Вигадана релігія, яка використовується в параді Saint Stupid's Day, що проходить в Сан-Франциско. | [ 10 ]            |

### Сучасні релігії
Наведені нижче релігії можуть бути складними пародіями «справжніх» релігій:
| Релігія                                 | Опис | Примітки             |
| --------------------------------------- | --- | -------------------- |
| Боконізм                                | Вигадана релігія, описана Куртом Воннегутом в книзі «Колиска для кішки», Основоположником цієї релігії є Боконон. Боконізм відкрито стверджує, що всі його вчення — брехня. Згідно боконізму людство розбите на групи, які виконують божу волю, не відаючи, що творять.                                               | [ 11 ] [ 12 ] [ 13 ] |
| Церква НедоМудреця                      | Заснована в 1979 році. Часто розглядається як пародія на релігію в цілому. Має елементи фундаменталістського християнства, дзену, саєнтології, нових релігійних рухів, поп-психології. | [ 14 ] [ 15 ]        |
| Дудеїзм                                 | Поширена в інтернеті релігія, основні вчення якої відповідають філософії і життєвим принципам вигаданого персонажа «Чувака», головного героя фільму «Великий Лебовські», знятого братами Коен в 1998 році. Послідовники дудеізму вважають, що дана релігія є сучасною формою даосизму.                                | [ 16 ] [ 17 ]        |
| Діскордіанізм                           | На відміну від традиційних релігій, які проповідують гармонію, діскордіанізм обожнює хаос. Головним божеством діскордіанізму є Ерида, давньогрецька богиня розбрату, яка підкинула яблуко розбрату на весільному бенкеті у Пелея.                                                                                     | [ 18 ]               |
| Iglesia Maradoniana («Церква Марадони») | Це була форма Аргентинської асоціації шанувальників футболіста Дієго Армандо Марадони. Учасників посвячували в клуб, влаштовуючи спаринг, ворота в якому були посиланням до «Руки Бога» 1986 року. | [ 19 ]               |
| Джедаїзм                                | Новий релігійний рух заснований на ідеях фантастичної кіноепопеї Джорджа Лукаса «Зоряні війни». | [ 20 ] [ 21 ] [ 22 ] |
| Копімізм                                | Заснована на переконанні, що файлообмін — священна чеснота, яка повинна залишатися захищеною. Офіційно визнано релігією урядом Швеції в січні 2012 року. | [ 23 ] [ 24 ]        |
| Матриксизм                              | Новий релігійний рух, натхненний фільмом 1999 року «Матриця». З'явився в інтернеті в 2004 році. Прихильники даної релігії заявляють про свою віру в багатошаровість суб'єктивної реальності і повернення пророка. | [ 25 ]               |
| Церква Евтаназії                        | Головною метою Церкви евтаназії є «відновлення балансу між людиною та іншими видами тварин, що населяють Землю». Церква евтаназії використовує проповіді, музику, театралізовані мітинги та акції прямої дії. Також Церква евтаназії отримала погану славу через конфлікти з християнським протиабортним рухом в США. | [ 26 ]               |

## Використання пародійних релігій атеїстами
Я стверджую, що ми обидва атеїсти. Просто я вірю на одного бога менше ніж ви. Коли ви зрозумієте чому ви відкидаєте всіх інших можливих богів, тоді ви зрозумієте чому я відкидаю вашого.Оригінальний текст (англ.)
I contend that we are both atheists. I just believe in one fewer god than you do. When you understand why you dismiss all the other possible gods, you will understand why I dismiss yours.— Stephen F. Roberts
Багато атеїстів, включаючи Річарда Докінза, використовуючи пародійні релігії такі як пастафаріанство і віру в Невидимого Рожевого Єдинорога, а також древніх богів, наприклад Зевса і Тора як сучасні версії Чайника Рассела, стверджують, що тягар доведення лежить на віруючому, а не на атеїстові .
Докінз також створив пародію на критику атеїзму під терміном athorism, як тверде ствердження того, що Тора, древньоскандинавского бога, не існує. Мета полягає в тому, щоб підкреслити, що атеїзм не є формою релігійних переконання, а є просто запереченням цих переконань. Загальною проблемою протистояння атеїзму є ідея, яка стверджує, що атеїзм — форма «віри», віри без доказів. Віруючі могли б сказати: «Ніхто не може довести, що Бога не існує, тому атеїст проявляє віру, стверджуючи, що Бога немає». Докінз каже, що тягар доведення лежить на людині, яка вірить в надприродне, а не на людині, яка вважає це малоймовірним або неможливим для існування.